# Tepe Sabz
     Cultura di Haggi Muhammad
     Cultura di Samarra
     Cultura di Halaf
     Cultura di Hassuna
     Culture "tipo Halaf"
     Ceramiche anatoliche
     Amuq D e neolitico ceramico B palestinese
     (area di Biblo): neolitico medio di Biblo

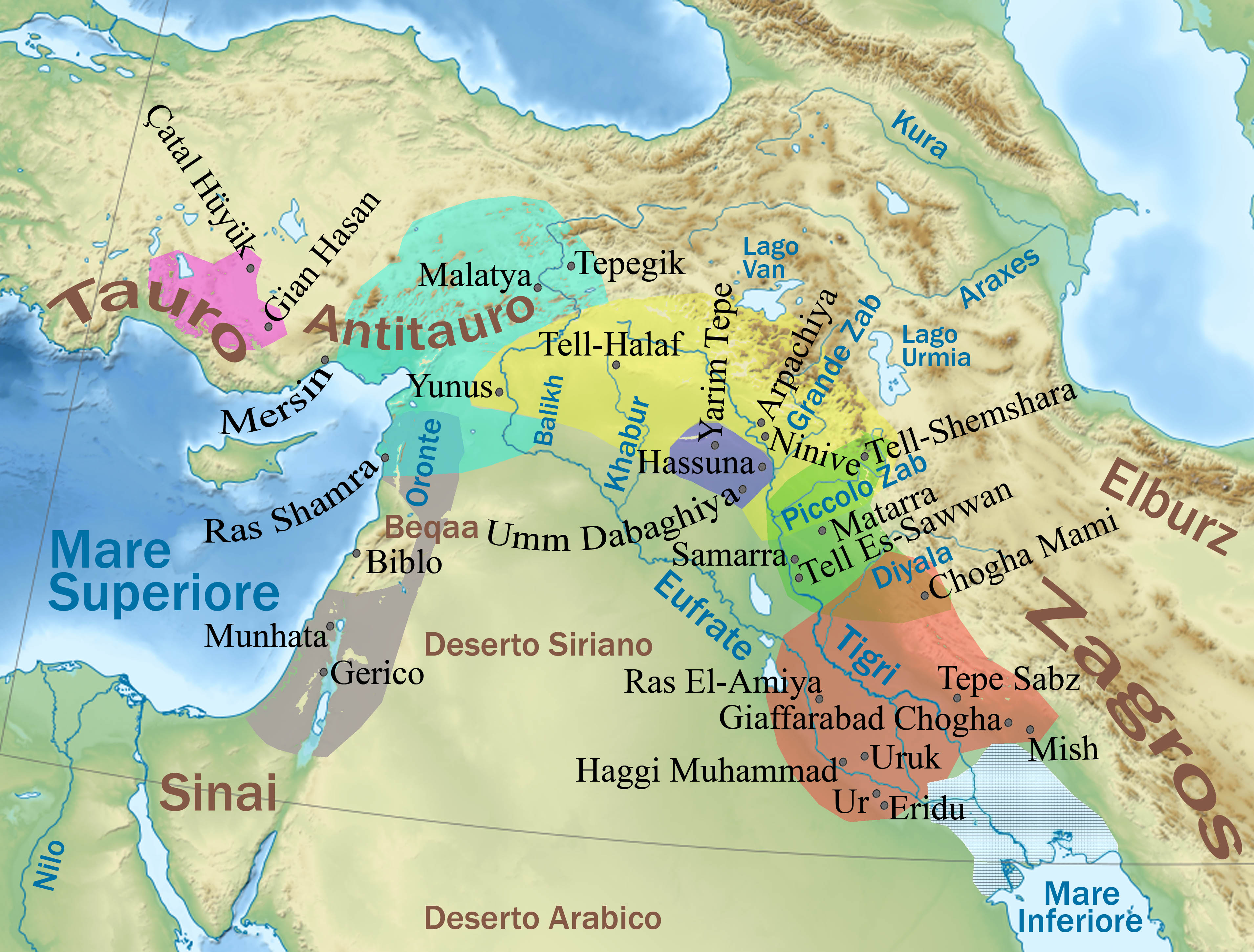
Zone di influenza delle diverse culture nel periodo medio Halaf, 5600-4500 a.C. (le dimensioni del Golfo Persico sono quelle ipotizzate per il 3000 a.C.)
Legenda (da sudest a nordovest approssimativamente):
Cultura di Haggi Muhammad
Cultura di Samarra
Cultura di Halaf
Cultura di Hassuna
Culture "tipo Halaf"
Ceramiche anatoliche
Amuq D e neolitico ceramico B palestinese
(area di Biblo): neolitico medio di Biblo

Tepe Sabz è un sito archeologico del Khūzestān, Iran, da cui trae il nome l'omonima cultura del Neolitico.

## Descrizione
Il sito di Tepe Sabz è ancora poco esplorato. Il sito sorgeva sul bassopiano di Deh Luran (100-300 m s.l.m.), tra la base dei monti Zagros e lo Jebel Hamrin.
Tepe Sabz è una collinetta piatta sulla sommità di forma approssimativamente rettangolare, che in origine poteva misurare circa 140 x 120 m. Attualmente, parte del tell è stata erosa e oggi misura circa 120 x 90 m e si erge per circa 7 m sopra la pianura circostante. Gli strati archeologici si estendono però anche per 3,5 m sotto al piano di campagna, a causa della continua deposizione di strati alluvionali.

## Storia
A partire dal 6000 a.C., nel corso della rivoluzione neolitica, sull'altopiano iranico e nelle basse terre del Khūzestān compaiono numerosi villaggi a vocazione agricola. Oltre a Tepe Sabz, siti importanti di quel periodo erano Hajji Firuz nell'Azerbaigian, Godin Tepe (VII) nel Lorestān nordorientale, Tepe Siyalk (I) sul margine del deserto salato centrale e Tepe Yahya (VI C–E) nel sudest, con aspetti della vita agricola alquanto evoluti. Questi, recanti una propria facies culturale, si differenziavano in maniera ben identificabile dai coevi villaggi dei territori vicini (Afghanistan, Belucistan, Asia centrale e Mesopotamia).
Attorno al 5500 a.C. nelle terre alluvionali del Khūzestān furono introdotte nuove tecniche di irrigazione dei campi.
Tepe Sabz fu culturalmente attiva tra il 5500 e il 4000 a.C..
Gli strati più antichi di Tepe Sabz mostrano continuità con la cultura di Muhammad-Ja'far per quanto riguarda ceramica e manufatti. Dal punto di vista architettonico, le abitazioni si caratterizzano ancora per stanze a pianta rettangolare, fondazioni in pietra, pareti in mattoni di fango con rivestimento in gesso. Per le pareti divisorie interne si adotta la tecnica tauf.
I rinvenimenti hanno dimostrato l'introduzione di nuove specie di cereali, oltre alla coltivazione di orzo e legumi. La coltivazione del lino trae grande beneficio dall'introduzione delle nuove tecniche di irrigazione. Dal commercio con le colline provenivano pistacchi e mandorle. Oltre a pecore e capre, iniziò l'allevamento di bovini e la presenza di cani come animali domestici.
| Schema cronologico del neolitico del Vicino Oriente | Schema cronologico del neolitico del Vicino Oriente | Schema cronologico del neolitico del Vicino Oriente | Schema cronologico del neolitico del Vicino Oriente                            | Schema cronologico del neolitico del Vicino Oriente | Schema cronologico del neolitico del Vicino Oriente | Schema cronologico del neolitico del Vicino Oriente | Schema cronologico del neolitico del Vicino Oriente |
| 6000                                                | Khabur                                              | Gebel Singiar Assiria                               | Medio Tigri                                                                    | Bassa Mesopotamia                                   | Khuzistan                                           | Anatolia                                            | Siria                                               |
| --------------------------------------------------- | --------------------------------------------------- | --------------------------------------------------- | ------------------------------------------------------------------------------ | --------------------------------------------------- | --------------------------------------------------- | --------------------------------------------------- | --------------------------------------------------- |
| 5500                                                |                                                     | Umm Dabaghiya                                       |                                                                                |                                                     | Muhammad Giaffar                                    | Çatalhöyük (6300-5500)                              | Amuq A                                              |
| 5200                                                | Halaf antico                                        | Hassuna                                             | Samarra antico (5600-5400) Samarra medio (5400-5000) Samarra tardo (5000-4800) |                                                     | Susiana A                                           | Hagilar Mersin 24-22                                | Amuq B                                              |
| 4800                                                | Halaf medio                                         | Hassuna tardo Gawra 20                              | Samarra antico (5600-5400) Samarra medio (5400-5000) Samarra tardo (5000-4800) | Eridu (= Ubaid 1) Eridu 19-15                       | Tepe Sabz                                           | Hagilar Mersin 22-20                                | Amuq C                                              |
| 4500                                                | Halaf tardo                                         | Gawra 19-18                                         |                                                                                | Haggi Muhammad (= Ubaid 2) Eridu 14-12              | Khazineh Susiana B                                  | Gian Hasan Mersin 19-17                             | Amuq D                                              |